# Itaewon-dong
Itaewon-dong (koreanisch 이태원동) bildet zwei der 19 Bezirksteile (dong) von Yongsan-gu, Seoul. Es handelt sich dabei um einen der östlichen Teile des Bezirkes (gu), welcher aus den Teilen Itaewon 1(il)-dong im Süden und Itaewon 2(i)-dong im Norden besteht.
Itaewon gilt als Ausgeh- und Szeneviertel von Seoul sowie als wesentliches Zentrum der LGBT-Community in Südkorea. In Itaewon befindet sich die Straße Gyeongnidan-gil, die berühmt ist für ihr kulinarisches Angebot in den internationalen Restaurants. Itaewon ist der Wohnort vieler Ausländer in Seoul und befindet sich nahe der Yongsan Garrison, die bis 2018 der Hauptstützpunkt des US-Militärs in Südkorea war. Im angrenzenden Hannam-dong befinden sich zahlreiche Botschaften. Itaewon wird auch als Western Town bezeichnet (analog zu Chinatown) oder als Ausländerbezirk. Die Hauptmoschee von Seoul befindet sich ebenfalls auf einer Anhöhe in Itaewon.

## Massengedränge im Jahr 2022
Infolge eines Massengedränges während der Halloween-Feierlichkeiten in der Nacht vom 29. auf den 30. Oktober 2022 kamen mindestens 159 Menschen ums Leben. Mindestens 196 weitere Menschen wurden verletzt.

## In der Popkultur
Das Hip-Hop-Duo UV veröffentlichte gemeinsam mit Park Jin-young 2011 den parodistischen Song Itaewon Freedom, der auf die offene Atmosphäre Itaewons verweist.
Der Handlungsort des Webtoons Itaewon Class von Jo Gwang-jin ist Itaewon. Der Webtoon wurde 2020 von JTBC als Fernsehserie umgesetzt und von Netflix weltweit veröffentlicht, siehe Itaewon Class.